# Tigmotropismo

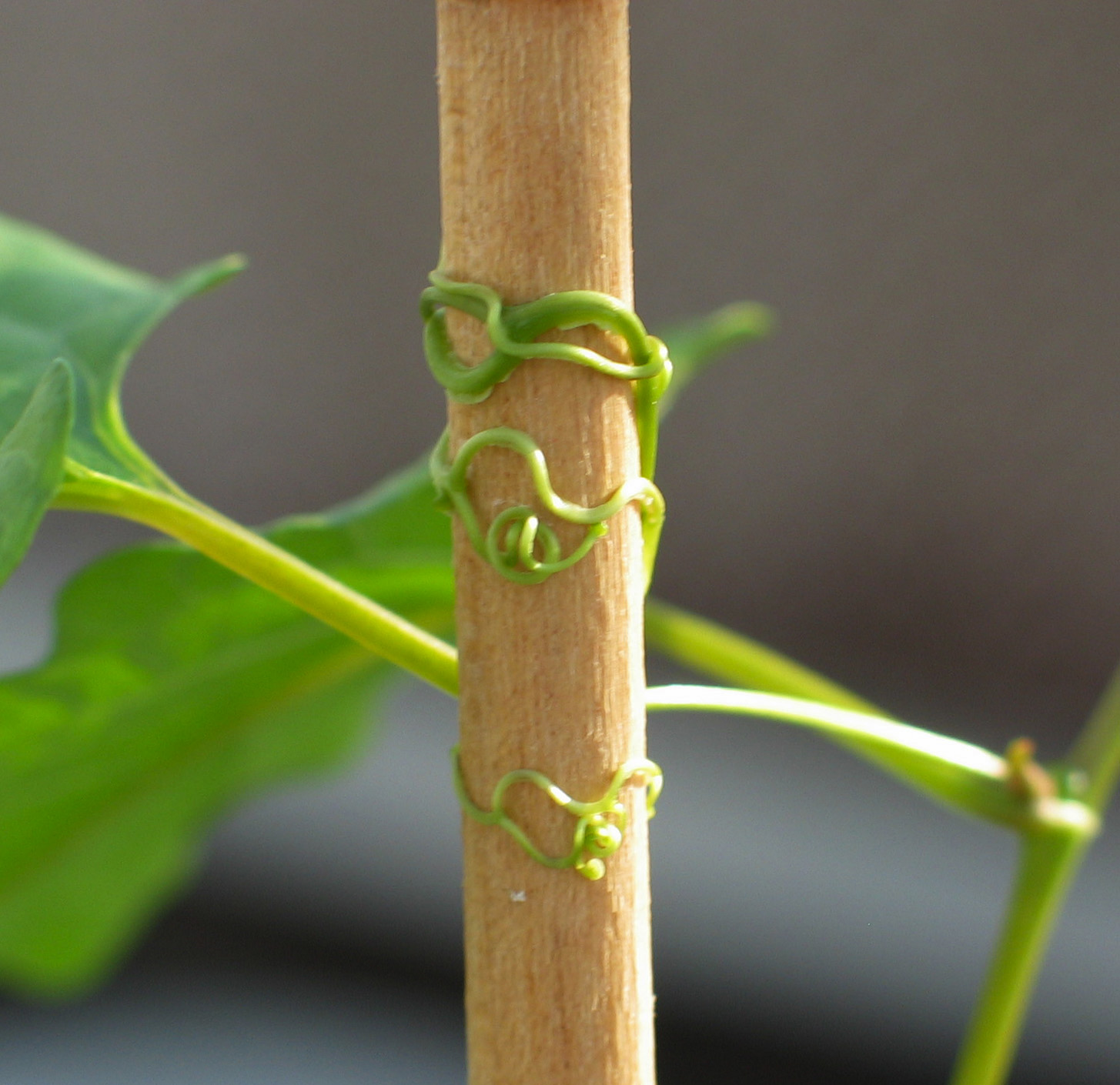
Brunnichia ovata enrolando suas gavinhas por contato

Na Botânica, Tigmotropismo é um tipo de tropismo comum, em que a planta ao entrar em contato com o objeto sólido, cresce ao redor dele. A resposta pode ser rápida, uma gavinha pode enrolar em torno de um suporte por uma ou mais vezes e assim as células que entram em contato encurtam ligeiramente e aquelas do outro lado se alongam.
São respostas de crescimento orientadas pelo contato. Especialmente evidentes em gavinhas de chuchu, curcubitáceas e videiras. O mecanismo proposto é de que, no lado tocado, cessa o crescimento, o qual continua do lado oposto, fazendo com que a gavinha se enrole em torno do objeto tocado. É possível que a reação seja similar ao gravitropismo, i.é, que envolva fitormônios, Ca 2+ e calmodulina.